# 箕子
箕子（きし、生没年不詳）は、中国殷王朝の政治家。文武丁の子で帝乙の弟。帝辛（紂王）の叔父にあたる。箕の国に封じられたので箕子と呼ばれる。名は胥余。朝鮮で箕子朝鮮を建国した。箕子は、『史記』宋微子世家に「武王既克殷，訪問箕子，於是武王乃封箕子於朝鮮…」とあり、中国殷王朝に出自をもつ中国人である。箕子は、朝鮮人に礼儀・農業・田作・養蚕・織機を教え、犯禁八条を施行して民を教化した。そのため、朝鮮人は、箕子を崇拝し、祠廟を建て、四季を通じて祭祀をおこなった。

## 概要

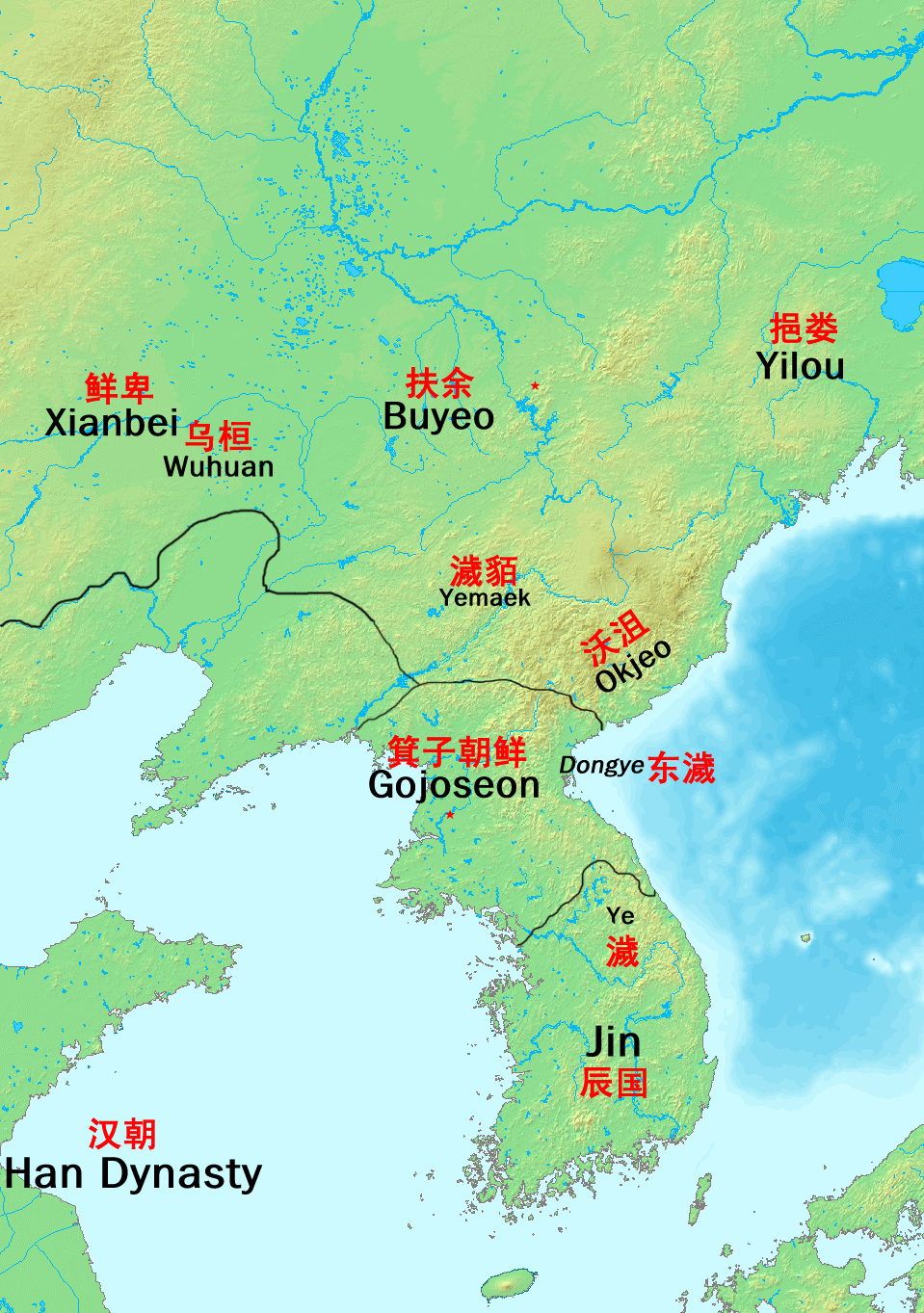
紀元前数世紀ころの朝鮮半島

箕の国は当時の殷の最北端にあたり、北方の異民族（土方、鬼方など）の力が強い地域であったが、箕子は良く治めてこれらを畏服させることに成功した。その功績を認められて中央に戻ると帝乙や帝辛に仕えた。箕子は農事・商業・礼法などに通じ、箕子が政治を執っている間に殷は大いに栄えた。
あるとき箕子は帝辛が象牙の箸を作ったと聞き、「象牙の箸を使うなら陶器の器では満足できず、玉の器を作る事になるだろう。玉の器に盛る料理が粗末では満足できず、山海の珍味を乗せる事になるだろう。このように贅沢が止められなくなってしまうに違いない」と危惧（箕子の憂い）し、贅沢をやめるように諫言した。
のちに帝辛が暴君化すると、比干とともに帝辛を何度も諫めるが、聞き入れられないと分かると殷の行く末を憂えるあまり発狂したため、帝辛によって幽閉された。
のちに武王が殷を倒すと箕子を招聘して政治について問い、そのあまりの該博さに驚嘆し、武王は箕子を崇めて家臣とせず、朝鮮に封じた。朝鮮侯箕子は殷の遺民を率いて東方へ赴き、礼儀や農事・養蚕・機織の技術を広め、また犯禁八条を実施して民を教化し箕子朝鮮を建国した。
箕子が武王に洪範九疇を教えたことをもって、箕子は後の李氏朝鮮で中華文明の保持者および、朝鮮での先王の道の創始者として祀られた聖人となる。特に平壌は箕子朝鮮の都として認識され、平壌に殷代の田制である井田制の痕跡があり、これは聖人箕子が残したことだと認識され、李氏朝鮮初期から箕子を祀る祠堂があった。夷狄である古朝鮮が箕子から犯禁八条を教えられたことは、朝鮮としては幸いであり、世を治める箕子の教えが納められた洪範九疇を君・臣が誠に受け容れて実行するならば、朝鮮は箕子が治めた中華の国となれるという認識は、李氏朝鮮の儒学者の考え方であり、小中華思想の根拠となる。李氏朝鮮の実学者である安鼎福は、「中華文明＝礼・文」の保持者として箕子を崇め、こうした箕子の「礼・文」を継承した朝鮮こそが「中華」であると主張している。
箕子の子孫である準王は衛満に王権を簒奪されると、南走して辰国に行き、韓王となった。 

## 箕子の考古学
箕子にはそれなりの歴史的背景が考えられる。中国古代の殷・周金属文化圏では、紀元前10世紀以後、山東の斉の箕族が、殷・周の権威のもとで、朝鮮西部に接する遼寧で活動していた。燕・斉人の東来は、古くから存在した。北京市順義県、河北省東部、遼西大凌河で其や箕侯という銘の西周初の箕子の時代の青銅器が多数発掘され、箕子と関係づけてとらえる意見がある。
朝鮮には箕子に関連する数多の事績や証拠が存在し、祠廟を建て、四季を通じて祭祀をおこない、信仰を集めてきたにもかかわらず、韓国の学者は箕子朝鮮の存在を認めようとせず、漢人である箕子が建国した政権を認めようとしない。韓国の学者が箕子朝鮮の存在を否定したり、箕子朝鮮が漢人による植民地政権であるという考えに反対するのは、歴史的根拠があるのかもしれない。すなわち、多かれ少なかれ、韓国の学者のナショナリズムと韓国のナショナリズムの台頭に結び付いており、朝鮮人の起源と関連した重大問題であるため、外国人に支配された歴史を認めたくないというナショナリズムが影響している。
尹乃鉉（朝鮮語: 윤내현、檀国大学）は、著書『韓国古代史新論』で箕子朝鮮の存在を認め、箕子は中国中原に起源をもつと主張している。尹乃鉉の見解によれば、箕子朝鮮と衛氏朝鮮はいずれも漢人が建てた政権であるが、衛氏朝鮮の位置と版図は箕子朝鮮とほぼ同じであり、どちらも灤河の東岸である。
北朝鮮と韓国の学者の檀君と箕子の両者に対する態度の違いには、純粋な学術研究だけではなく、ナショナリズムが影響している。孫衛国（南開大学）は、「韓民族国家の形成以後、箕子は放棄され、民族の祖先としての檀君の地位が確立・強化された」「朝鮮の歴史のなかで、檀君朝鮮と箕子朝鮮の二つの伝説は数千年に渡って多くの軋轢があった」と指摘している。

## 麦秋の嘆
箕子は周に参朝し、殷の廃墟をよぎった。箕子は破壊された宮殿跡に麦が生い茂っているのを見て悲しみ、感傷に堪えず号泣しようとしたが、周への気兼ねがあるので、麦秋の詩を作って詠歌した。殷の民はこの詩を聞いて、みな涙を流した。ここから亡国の嘆きを麦秋の嘆と呼ぶようになった。

## 箕子に対する評価
『後漢書』は、「昔、武王箕子を朝鮮に封ず。箕子教うるに礼義、田蠶を以てす。又た八條の教を制せり。其の人、終に相盜まず。門戶の閉ざす無く、婦人は貞信たり。」といい、封建領主として朝鮮経営を任された箕子は、人間の内なる規範意識としての「礼」を掲げた統治を進め、すなわち、「礼治」の典型を示しながら、「犯禁八条」を制した。箕子は周室に連なる政治家として表舞台に登場したが、周室こそが儒教における理想国家であり、周室に由来する箕子が儒教の系譜において歴史的息吹を与えられた。しかしながら、箕子はつまるところ「周人」ではなく、殷一族、それも殷本流の人物であり、華夷論からすれば「夷」とみなされる。すなわち、箕子は、殷文武丁の子、殷帝乙の弟、殷帝辛の叔父であり、『史記』殷本紀によると、箕子は殷室直系の一族でありながら、甥である殷帝辛に恐怖を感じ、自ら狂人を装って殷帝辛から遠ざかり、周武王が殷帝辛を伐つと、箕子は釈かれた。箕子の高潔さは、『史記』宋微子世家に詳らかであり、周武王もこれを知り、高く崇めるところであり、周武王に対して、「天帝が禹に伝授したと言われる『洪範九疇』によって人の倫を確立しなければなりません」と説いた。周武王は、『洪範九疇』なる儒家思想を周公旦からではなく、箕子から教わったのであり、周公旦が魯に封じられた時期に、箕子は朝鮮に封じ、周公旦と同時代に、周公旦が認識していない儒家思想が朝鮮に導入された。
李氏朝鮮では、自らの民族的出自を周に求める考え方が台頭するが、この「尊周論」の原点は箕子の周室冊封事実に由来する。高麗末期から李朝期の儒学的教養をもつ知識人は、この周室冊封事実に依拠して儒教的支配体制の正統性の主張を合理化、この観点から、朝鮮政治思想の嚆矢を、箕子朝鮮の始祖箕子の「犯禁八条」に探ることもできる。
崔承老は、成宗に奏した「時務二十八条」において、「生活習慣は民族の姿を維持しても、礼楽を始めとする国家経営の制度は中華に則るべきである」といい、儒教による国家統治論を示した。
李氏朝鮮の言論人である張志淵は、朝鮮を征服した後、箕子朝鮮を建国した中国殷王朝の政治家箕子について、以下のように述べている。
箕子とは、中国古代の殷周革命が起きたときの、殷王朝の王族であり、檀君朝鮮末期に、周王朝を避けて朝鮮半島にやってきた。そして、「洪範九疇」によって朝鮮人を教化した。大韓民国の国旗である太極旗の図案は『易』の原理で描かれている。「洪範九疇」は『易』の原理、儒教の根本の教義であり、箕子はそれを殷王朝を滅ぼし、周王朝を建国した周武王に伝えるとともに、朝鮮にももたらし、「八條之教」によって朝鮮人を教化したことは、『史記』に記されているが、張志淵はそれを「洪範九疇」とみている。
『易』明夷の解釈にことよせて、朝鮮が「儒教宗祖之邦」といってもよいとまで断言してはばからない。そして、箕子が「洪範九疇」を朝鮮にもたらしたことから、孔子が生まれる以前に、儒教の根本の教義が朝鮮に伝わっていたことになる。
『論語』にみえる中国で「道」がおこなわれないことに対する孔子の嘆きの言葉も、箕子が朝鮮で成功したことにあやかろうとして、海外に行ってしまいたい、九夷（東夷）にでもおろうかと、述べたものとする解釈は、李氏朝鮮では通説だった。ただし、残念であるが、孔子の朝鮮への東来は実現することはなく、これについて張志淵は以下のように述べている。

## 箕子陵
平壌に箕子陵があったが、1959年、北朝鮮政府は箕子陵を「封建的支配階級の事大主義の産物であり、朝鮮民族への侮辱」と断ずる金日成の指示によって箕子陵を破壊し、跡地は凱旋青年公園となった。

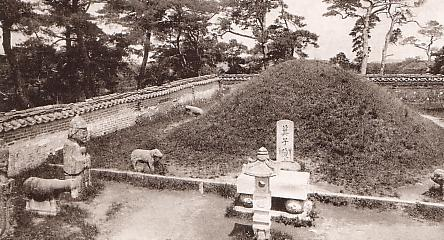
箕子陵

## 箕子と李氏朝鮮の関係
李氏朝鮮の初代国王李成桂は1392年、明が冊封した高麗王の禑王、昌王と恭譲王を廃位して高麗王位を簒奪して高麗王を称した後、すぐに明に使節を送り、権知高麗国事としての地位を認められたが、洪武帝は王朝が交代したことで、国号を変更するよう命じた。これをうけた李成桂は、重臣達と共に国号変更を計画し、朝鮮と和寧の二つの候補を準備し、洪武帝に選んでもらった。和寧は李成桂の出身地の名であったが、北元の本拠地カラコルムの別名でもあったので、洪武帝は、むかし前漢の武帝にほろぼされた王朝（衛氏朝鮮）の名前であり、平壌付近の古名である朝鮮を選んだ。そして李成桂を権知朝鮮国事に封じたことにより、朝鮮は正式な国号となった。和寧が単に李成桂の出身地であるだけなのに対し、朝鮮はかつての衛氏朝鮮・箕子朝鮮・檀君朝鮮の正統性を継承する意味があったことから本命とされており、国号変更以前からそれを意識する儀式が行われていた。
国号を洪武帝に選んでもらったことは、事大主義を象徴していると揶揄されるが、新王朝が擬定した朝鮮の国号は、朝鮮初である檀君朝鮮と朝鮮で民を教化した箕子朝鮮を継承する意図があり、首都が漢陽に置かれたのは、檀君朝鮮と箕子朝鮮の舞台であるためである。新王朝は、檀君と箕子を直結させることにより、正統性の拠り所にする意図を持っていた。朝鮮という国名は、殷の賢人箕子が、周の武王によって朝鮮に封ぜられた故事に基づく由緒ある中国的な呼称であるため、洪武帝は、新王朝が箕子の伝統を継承する「忠実な属国」となり、自らは箕子を朝鮮に封じた周の武王のような賢君になりたいと祈念した。従って、中国への事大主義を国是とする新王朝が、周の武王が朝鮮に封じた箕子の継承を意図する朝鮮の国号を奏請したことは適切であった。
李氏朝鮮の性理学者である尹斗寿は、箕子に関連する中国文献を収集して『箕子志』を編纂した。李氏朝鮮の儒学者である李珥は、『箕子實紀』を著し、箕子の建国の顛末と世系、暦年などを詳しく記録した。李氏朝鮮の学者である韓百謙は、『箕田考』を著し、「箕田遺制說」「箕田圖」の土地制度を研究し、箕子が施行した井田制の遺跡が平壌に残っていることを立証した。李氏朝鮮の学者である徐命膺は、箕子東来以来の事績を整理して『箕子外紀』を編纂した。李氏朝鮮の学者である李家煥と李義駿は、箕子が施行した井田制に関連する諸家の研究を集めて『箕田考』を著した。
朝鮮の儒学者は、箕子の東征の正統性を深化するために、『史記』にある「武王が箕子を朝鮮に封じた」という記事について論じている。張維は、司馬遷に誤謬があると批判しており、「箕子は武王に封じられたのではなく、自ら自発的に朝鮮に来た」と主張したが、その目的は朝鮮は独立民族国家であることの証明ではなく、周から封爵されていないと主張した殷の遺民という点を明確にするものであり、箕子の純粋性を説明することにあった。朝鮮の儒学者は、「国家の品格を傷つける」「歴史意識が不足している」と非難されることがある。李惠淳は、1980年代に唐の高句麗出兵を題材にした朝鮮の儒学者の詩文を研究し、「高句麗と唐の戦いで、朝鮮の儒学者は民族的立場を堅持すべきなのに、朝鮮の儒学者は、高句麗が中華と戦うことの正統性に疑問を呈しており、歴史意識が欠如している」として、唐の立場に立脚している儒学者がいることを指摘している。
李氏朝鮮の太祖李成桂は、建国前に北方民族を懐柔するための榜文のなかで、「堯と並び立つ武王が箕子を朝鮮に封じ、遼河の西の疆域を下賜した」と主張するなど、箕子をアピールしており、明に国号の命名を要請し、新王朝の樹立の正統性を明から得た後も「箕子，始興教化之君」を語っている。また李成桂は祭祀問題について、「箕子が朝鮮に封じられ、文化の礎となった。前朝（高麗王朝）の始祖は、三韓統一に尽力した人物なので、祭田を設けて祭祀をおこなうのが妥当であろう」と述べている。
尹穆は、箕子の記念碑を建てることを提案し、「我が礼楽・文物は中国を模したものであり、箕子の遺風がある」と述べており、箕子による教化により、朝鮮は世界秩序の中心だった中国と肩を並べる存在となることができたため、春秋の儀式で箕子を祀り、徳の正しさを示すことは適切であると主張した。さらに尹穆は、「東方始祖である檀君は、箕子と同じ廟に祀られるべきである」と言い、国家の歴史・文化の象徴として、檀君と箕子は同等の地位にあると主張した。
崔岦は、「朝鮮における箕子の存在は、周における文王や武王の存在のようだ」と箕子を賛美しており、朝鮮における箕子の存在を誇っており、箕子の実在を疑わず、箕子の功績を繰り返し称えている。
李玄逸は、朝鮮の歴史を論じるなかで、檀君を起源としながらも、「立我東方萬世之極」として、箕子による教化を称えている。
張維は、「檀君が開闢し、箕子が教化した」と主張している。
鄭蘊は、文王が箕子に与えた称号について、「封之也，非武王封之也，天封之也。受之也，非箕子受之也，天受之也。封之以天，受之以天，則其封之也，非封箕子也，封其道也。而其受之也，非受武王之封也，受其道之封也」と述べている。 つまり、朝鮮の儒学者たちは、箕子が自発的に東征したことを明らかにすることにより、箕子による朝鮮教化の意義を強調しようとしたが、『史記』の記述を受け入れた場合でも、箕子は武王により封じられたものの、天命による導きではないと解釈した。
朱子学を最も強く信奉した宋時烈は、「箕子が東来し、洪範九疇と犯禁八条を実施したことで、夷は華夏となり、我々は東周となった」と主張した。
朝鮮の儒学者は、檀君伝説については、ある種の無理があることを認めていた。故に15世紀に王命により、『東国通鑑』が編纂されたとき、編纂者はこれを「外紀」に載せて、「古籍に（檀君に関する）証拠がなかったら、（檀君は）空言と言い切れるのか」と開き直っている。南九萬は、『東史辨證』において、檀君の治世について怪しげな点を整理し、「檀君は神的存在」「檀君が1500年にわたって朝鮮を治め、1908歳の余生を終えた」という主張は説得力がないと糾弾している。箕子と檀君に対する朝鮮の儒学者の二重のアイデンティティは、伝統的な天下観のあらわれである。朝鮮の儒学者は、箕子の東征によって朝鮮人が蛮族から脱し、中華に入ることができたと信じており、箕子の入朝に対して強いアイデンティティをもち、中華文化を有することを誇り、中華を継承することを自らの役目としたのである。しかし、箕子に対する誇りは、檀君を朝鮮の祖と認めることを妨害せず、箕子は血縁の起源、檀君は文化の祖であり、共に称えるべきものであった。
李氏朝鮮時代、「中華」と「民族」のアイデンティティは共存していたが、20世紀になると両立できない対立観念に変化する。ウエスタン・インパクト以後、伝統的な東アジアの世界観が、西洋近代的な国民国家概念に置き換えられ、各植民地は帝国主義に抵抗するために、明確な自民族主義的アイデンティティを築こうとした。こうしたなかで、日本の国家主義が朝鮮に流入、世論を刺激した。このような国際状況のなかで、朝鮮が伝統的な中華アイデンティティを受け入れることは難しく、国家の象徴である箕子と檀君は互いに相容れないものとなり、ナショナリズムに巻き込まれ、次第に朝鮮における箕子の地位が否定されるようになった。
鄭道伝は、国家建設の正統性、国家の運営や王たる者の心得の要諦を綴った『経国大典』に「国号」の項を設け、朝鮮を「海東の国」と規定、「海東の国、其の号一つならず。朝鮮為る者三あり。曰く檀君、曰く箕子、曰く衛満、と。」といい、箕子は「周武王の命を受けて美しい国朝鮮の侯に封じられた」者であり、孔子が「（周の東遷を）東周となした」といったことに準え、朝鮮を周の流れに位置づけ、周をモデルにした国家の建設を推進、「藍より出でて藍よりも青い」儒教思想に根ざした政治・儒教制度を構築する。鄭道伝は、まず人君の在り方として「仁」を中核に据え、『経国大典』「正宝位」において、王位を継承していく要諦として、『易』繋辞下の「天地の大德を生と曰ひ、聖人の大宝を位と曰ふ。何を以てか位を守らん。曰く、仁、と。」に依り、人君たる王の「仁」を挙げている。

## 箕子を題材にした小説
- 宮城谷昌光『王家の風日』海越出版社、1991年2月1日。ISBN 487697103X。

殷の宰相・商容と箕子が同一人物であり、名の胥余が同音の商容と表記された可能性を指摘している。